# ستونوول (مسيسيبي)
ستونوول (بالإنجليزية: Stonewall, Mississippi)‏ هي بلدة تقع في مقاطعة كلارك (ميسيسيبي) بولاية مسيسيبي في الولايات المتحدة. تبلغ مساحتها 6.9 (كم²)، وترتفع عن سطح البحر 70 م، بلغ عدد سكانها 1149 نسمة في عام 2000 حسب إحصاء مكتب تعداد الولايات المتحدة وتصل الكثافة السكانية فيها 168.1 نسمة/كم2.

## التركيبة السكانية
حدّد مكتب تعداد الولايات المتحدة بيانات التركيبة السكانية لستونوول في تعداد الولايات المتحدة. في ما يلي، التركيبة السكانية حسب تعدادي 2000 و2010.

### تعداد عام 2000
بلغ عدد سكان ستونوول 1,149 نسمة بحسب تعداد عام 2000، وبلغ عدد الأسر 461 أسرة وعدد العائلات 320 عائلة مقيمة في البلدة. في حين سجلت الكثافة السكانية 166.5 نسمة لكل كيلومتر مربع (431.2/ميل2). وبلغ عدد الوحدات السكنية 542 وحدة بمتوسط كثافة قدره 78.6 لكل كيلومتر مربع (203.6/ميل2).
وتوزع التركيب العرقي للبلدة بنسبة 75.37% من البيض و23.67% من الأمريكيين الأفارقة و0.52% من الأمريكيين الأصليين و0.09% من الأعراق الأخرى و0.35% من عرقين مختلطين أو أكثر و0.44% من الهسبانيون أو اللاتينيون من أي عرق.
بلغ عدد الأسر 461 أسرة كانت نسبة 35.6% منها لديها أطفال تحت سن الثامنة عشر تعيش معهم، وبلغت نسبة الأزواج القاطنين مع بعضهم البعض 48.6% من أصل المجموع الكلي للأسر، ونسبة 16.7% من الأسر كان لديها معيلات من الإناث دون وجود شريك،  بينما كانت نسبة 4.1% من الأسر لديها معيلون من الذكور دون وجود شريكة وكانت نسبة 30.6% من غير العائلات. تألفت نسبة 27.8% من أصل جميع الأسر من عدة أفراد يعيشون في نفس المنزل ونسبة 11.5% كانت تتألف من شخص يعيش بمفرده يبلغ من العمر 65 عاماً أو أكثر. وبلغ متوسط حجم الأسرة المعيشية 2.49، أما متوسط حجم العائلات فبلغ 3.05.
بلغ العمر الوسطي للسكان 35.3 عاماً. وكانت نسبة 27.2% من القاطنين تحت سن الثامنة عشر، وكانت نسبة 9% بين الثامنة عشر والرابعة والعشرين عاماً، ونسبة 26.5% كانت واقعةً في الفئة العمرية ما بين الخامسة والعشرين والرابعة والأربعين عاماً، ونسبة 22.9% كانت ما بين الخامسة والأربعين والرابعة والستين، ونسبة 14.4% كانت ضمن فئة الخامسة والستين عاماً فما فوق. يوجد لكل 100 أنثى 93.8 ذكر، ويوجد لكل 100 أنثى في الثامنة عشر من عمرها فما فوق 87.0 ذكر.
بلغ متوسط دخل الأسرة في البلدة 23,125 دولارًا، أما متوسط دخل العائلة فبلغ 31,172 دولارًا. وكان متوسط دخل الذكور 26,477 دولارًا مقابل 22,404 دولارًا للإناث. وسجل دخل الفرد الخاص بالبلدة 12,930 دولارًا. وكانت نسبة 18.3% من العائلات ونسبة 23.8% من السكان تحت خط الفقر، وكان من هؤلاء نسبة 34.6% تحت سن الثامنة عشر ونسبة 16% في الخامسة والستين من العمر وما فوق.

### تعداد عام 2010
بلغ عدد سكان ستونوول 1,088 نسمة بحسب تعداد عام 2010، وبلغ عدد الأسر 469 أسرة وعدد العائلات 317 عائلة مقيمة في البلدة. في حين سجلت الكثافة السكانية 157.7 نسمة لكل كيلومتر مربع (408.4/ميل2). وبلغ عدد الوحدات السكنية 559 وحدة بمتوسط كثافة قدره 81 لكل كيلومتر مربع (209.8/ميل2).
وتوزع التركيب العرقي للبلدة بنسبة 68.47% من البيض و30.15% من الأمريكيين الأفارقة و1.01% من الأمريكيين الأصليين و0.37% من عرقين مختلطين أو أكثر و0.92% من الهسبانيون أو اللاتينيون من أي عرق.
بلغ عدد الأسر 469 أسرة كانت نسبة 28.8% منها لديها أطفال تحت سن الثامنة عشر تعيش معهم، وبلغت نسبة الأزواج القاطنين مع بعضهم البعض 38.4% من أصل المجموع الكلي للأسر، ونسبة 23.5% من الأسر كان لديها معيلات من الإناث دون وجود شريك،  بينما كانت نسبة 5.8% من الأسر لديها معيلون من الذكور دون وجود شريكة وكانت نسبة 32.4% من غير العائلات. تألفت نسبة 28.8% من أصل جميع الأسر من عدة أفراد يعيشون في نفس المنزل ونسبة 12.2% كانت تتألف من شخص يعيش بمفرده يبلغ من العمر 65 عاماً أو أكثر. وبلغ متوسط حجم الأسرة المعيشية 2.32، أما متوسط حجم العائلات فبلغ 2.83.
بلغ العمر الوسطي للسكان 44.4 عاماً. وكانت نسبة 23.4% من القاطنين تحت سن الثامنة عشر، وكانت نسبة 6.8% بين الثامنة عشر والرابعة والعشرين عاماً، ونسبة 20.2% كانت واقعةً في الفئة العمرية ما بين الخامسة والعشرين والرابعة والأربعين عاماً، ونسبة 30.1% كانت ما بين الخامسة والأربعين والرابعة والستين، ونسبة 19.4% كانت ضمن فئة الخامسة والستين عاماً فما فوق. وتوزع التركيب الجنسي للسكان بنسبة 47.8% ذكور و52.2% إناث.

## أعلام
- داني بيرسون

## وصلات خارجية
- The US50 - Cities and Towns in Mississippi State
- Mississippi Cities and Towns, Facts, Map, Flag, Colleges, Government, and More